# CONTOUR

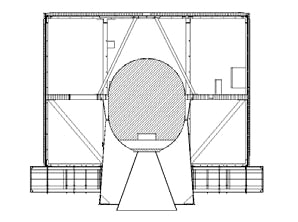
CONTOURの内部構造。中央は固体ロケットモーター。

CONTOUR（コンツアー、コンター、英語: COmet Nucleus TOUR、彗星核ツアーの意味）とは、2002年7月3日にアメリカ航空宇宙局 (NASA) が打ち上げた彗星探査機である。低予算の宇宙探査を目指したディスカバリー計画の一機だったが、打ち上げから6週間後に通信が途絶え計画は失敗した。計画の費用は1億5900万ドルだった。

## 計画
CONTOURは2個以上の彗星を観測する彗星探査機として設計された。一つ目はエンケ彗星、二つ目はシュワスマン・ワハマン第3彗星で、さらに可能であればダレスト彗星やその他の未発見の彗星の探査も行う予定だった。探査機は彗星核に100km程度まで接近し、次のような観測を行う計画が立てられた。
- 4mの解像度で核の写真撮影を行う。
- 100-200mの解像度での核のスペクトルを観測し、表面の組成を調べる。
- 核から噴出する塵やガスを測定する。
- 彗星の軌道を精確に測定する[1]。

探査機は八角柱の形状をしており、総重量は775kgだった。このうち377kgはキックモーターのスター30固体ロケットに、また70kgは液体燃料に占められた。姿勢制御はスピン安定と三軸制御を併用したもので、通常はスピン安定で飛行するが、観測の際は三軸制御に切り替えられる。また、彗星のダストが探査機に障害を与えるのを防ぐため、本体の片面に厚さ25cmのシールドを備えていた。

## 経過
CONTOURは2002年7月3日にケープカナベラル空軍基地から地球を周回する軌道へ打ち上げられ、6週間後の2002年8月15日には地球軌道から離脱し彗星へ向かうために固体ロケットの噴射が行われた。この噴射は探査機との交信が一時的に不可能となる位置で行われたもので、噴射から46分後には交信が再開するはずだった。しかし予定の時刻を過ぎても探査機の信号は受信されず、以降探査機との通信は途絶えたままとなった。運用チームは探査機との接触を試み続けたが、同年11月に探査機の喪失が表明された。
交信途絶後に行われた地上からの観測によると、探査機がいくつかの物体に分解したらしいことが判明した。調査委員会はスター30ロケットの噴射で探査機が加熱され、耐え切れずに崩壊した可能性が高いと結論付けた。ただし、事故前後のテレメトリーが受信されていないため正確な原因は特定されていない。他の説明として、ロケットの爆発、宇宙ごみの衝突、姿勢制御の異常などが挙げられている。
なお、飛行が順調なら探査は次の日程で行われる計画だった。
- 2002年7月：地球周回軌道へ打ち上げ
- 2002年8月：地球周回軌道から太陽周回軌道へ移行
- 2003年8月：地球フライバイ
- 2003年11月：エンケ彗星に100-160kmまで接近
- 2004年8月：地球フライバイ
- 2005年2月：地球フライバイ
- 2006年2月：地球フライバイ
- 2006年6月：シュワスマン・ワハマン第3彗星に接近
- 2007年2月：地球フライバイ
- 2008年2月：地球フライバイ
- 2008年8月：可能ならばダレスト彗星に接近
- 2008年以降：探査に適した彗星が発見された場合、軌道を変更し接近を行う